# Carmen Pretorius
Carmen Pretorius es una actriz, cantante y presentadora sudafricana. Es conocida por su actuación en las películas Lien se Lankstaanskoene y Table Manners, por su victoria en el programa de telerrealidad High School Musical: Spotlight South Africa y por sus papeles protagónicos en musicales como The Sound of Music y Chicago.

## Biografía
Pretorius nació y se crio en Johannesburgo, Sudáfrica. Su padre es ingeniero y su madre optometrista.

## Carrera profesional
Participó por primera vez en un musical a los catorce años. Poco después, ganó medallas de oro en el Campeonato de Artes Escénicas de Sudáfrica. Cuando tenía dieciocho años, durante su último año en la escuela secundaria, ganó el programa de telerrealidad de M-Net High School Musical: Spotlight South Africa en 2008, y como premio interpretó a Gabriella en una producción teatral de High School Musical.
Fue posteriormente elegida para el musical de Footloose y como Sophie en Mamma Mia!, y también participó en otros musicales como Cabaret y Chicago. Estuvo de gira durante cuatro años con Jersey Boys y The Sound of Music. Ha recibido nominaciones a los premios Naledi y Fleur de Cap.
Ha participado en proyectos de cine y televisión como Isindigo y Binnelanders . También ha sido presentadora de Pasella, un programa de estilo de vida, que se transmite por el canal SABC 2.

## Filmografía
| Año  | Título                  | Rol                 | Tipo     | Ref. |
| ---- | ----------------------- | ------------------- | -------- | ---- |
| 2012 | Lien se Lankstaanskoene | Lien Jooste         | Película |      |
| 2018 | Table Manners           | Acompañante prepago | Película |      |